# Greenlaw (Scottish Borders)
Greenlaw ist eine Ortschaft in der schottischen Council Area Scottish Borders beziehungsweise in der traditionellen Grafschaft Berwickshire. Sie liegt rund zehn Kilometer nördlich von Kelso am linken Ufer des Blackadder Water.

## Geschichte
Die Siedlung Greenlaw wurde gegen Ende des 17. Jahrhunderts entwickelt. Im Jahre 1696 wurde Greenlaw als Burgh of Barony installiert und wurde zum County Town (administrativer Sitz) von Berwickshire ernannt. Greenlaw entwickelte sich jedoch nicht im erwarteten Umfang zu einem Handelszentrum. Ab 1853 teilte sich Duns und Greenlaw den Status als County Town.
Bereits im Jahre 1147 wurde am Standort ein Kirchengebäude verzeichnet, welches der Kelso Abbey unterstellt wurde. Die heutige Greenlaw Church wurde 1675 vermutlich am Standort der mittelalterlichen Kirche erbaut. Sie gehört zu den ältesten erhaltenen Gebäuden von Greenlaw. Im Jahre 1834 wurde vor der Greenlaw Church die letzte Person in Schottland öffentlich gehängt.
Um Platz für den Bau des neuen Rathauses von Greenlaw im Jahre 1829 zu schaffen, wurde das aus dem Jahre 1609 stammende Marktkreuz letztlich vor die Greenlaw Church versetzt. Das neue Marktkreuz von Greenlaw wurde vor dem Rathaus installiert. Es handelt sich weitgehend um eine Kopie des älteren Kreuzes. Zur Unterbringung juristischer Gäste wurde mit dem Castle Inn gegenüber dem Rathaus ein Hotel errichtet. Der Lokalgeschichte zufolge soll Patrick Hume, 1. Earl of Marchmont Stifter des ursprünglichen Marktkreuzes sein. Die Earls of Marchmont residierten ab den 1750er Jahren im nahegelegenen Marchmont House.
Im Laufe des 20. Jahrhunderts schwankte die Einwohnerzahl von Greenlaw nur unwesentlich zwischen 544 und 601. Im Rahmen der Zensuserhebung 2011 wurden hingegen 653 Personen gezählt.

## Verkehr
Die von Oxton nach Morpeth führende A697 bildet die Hauptverkehrsstraße von Greenlaw. Des Weiteren kreuzt im Zentrum die A6105 (Berwick-upon-Tweed–Earlston).
1865 erhielt Greenlaw einen eigenen Bahnhof entlang der neueröffneten Berwickshire Railway. Die aus St Boswells kommende Strecke führte nach Reston und verband so die Waverley Line mit der East Coast Main Line. Ebenso wie die Bahnstrecke wurde der Bahnhof jedoch 1966 aufgelassen.

## Persönlichkeiten
- Rory McEwen (1932–1982), Maler und Folkmusiker